# Помпея Павлина
Вижте пояснителната страница за други личности с името Помпея.
Помпея Павлина (на латински: Pompeia Paulina; * 25; † 68) e съпруга на държавника, философ и оратор Луций Аней Сенека по времето на Нерон..
Тя е вероятно дъщеря на Помпей Павлин, управител на Долна Германия през 1 век.